# Anna Karthaus
Anna Karthaus (* 18. Oktober 1991 in Leverkusen) ist eine ehemalige deutsche Volleyballspielerin.

## Karriere
Karthaus begann ihre Karriere beim Nachwuchs des Bundesligisten Bayer 04 Leverkusen. Seit dem Jahr 2000 war die deutsche Jugend-Meisterin in diesem Verein. Von 2009 bis 2012 spielte die Außenangreiferin in der ersten Mannschaft.